# No-Hands Rest

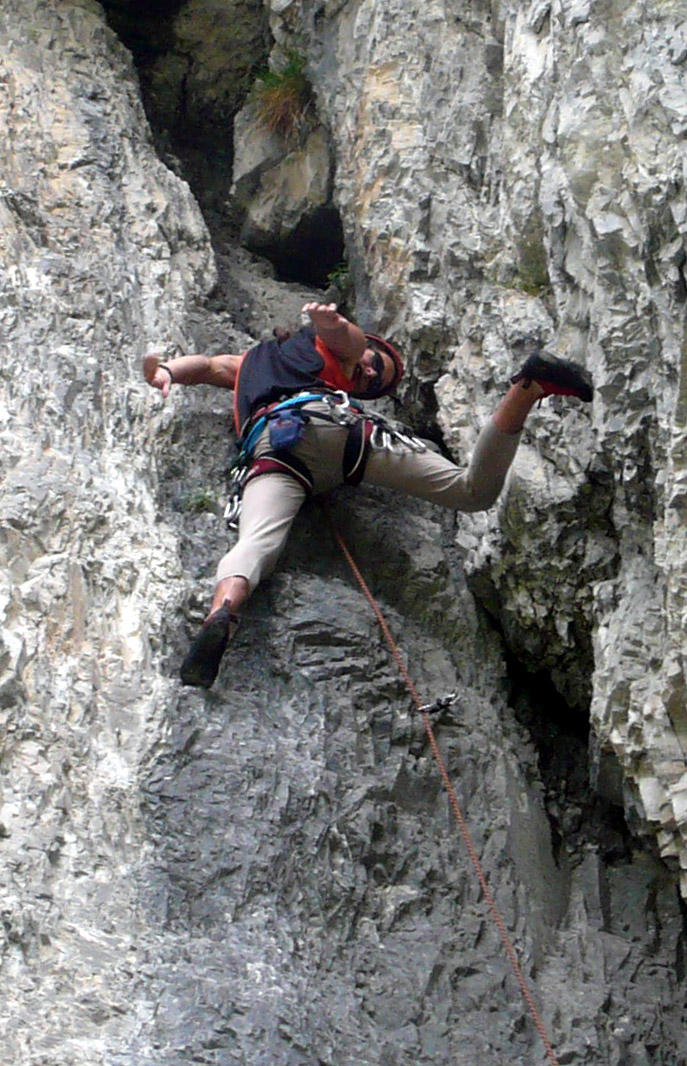
Freihändige Kletterposition durch Spreizen in einer Verschneidung

No-Hands Rest (engl. für ‚freihändige Rast‘) bezeichnet beim Klettern eine Position in der Wand, bei der keine Handkraft zum Halten nötig ist und der Kletterer seine Arme und Hände zur Regeneration ausruhen kann. Es handelt sich in erster Linie um einen Begriff aus der Klettertechnik. Jedoch kommt ihm im Rahmen der Klettertaktik eine wichtige Bedeutung als Rastposition zu.

## Bedeutung von No-Hands Rests
Ein häufiges Problem beim Klettern ist die Ermüdung von Armen und Händen, die ein Weiterklettern erheblich erschweren können. Bei leichteren alpinen Touren sind oft Stellen wie etwa kleine Absätze zu finden, an denen eine Erholung (z. B. Ausschütteln, Lockern der Armmuskulatur) möglich ist. Im modernen Sportklettern, mit seinen schwierigeren und steileren Routen, ist dies nur selten der Fall. Meist wird zumindest eine Hand zum Halten gebraucht und die Muskulatur dadurch durchgehend belastet. Daher ist es besonders in solchen Routen wichtig, Kletterpositionen zu finden, die das Loslassen des Felses mit beiden Händen zum Zweck der Erholung ermöglichen. 
Normalerweise sind jedoch Rastpositionen von größerer Bedeutung, bei denen nur eine Hand (bei möglichst geringer Belastung der anderen) entspannt wird: sie sind meist ausreichend und kommen wesentlich häufiger vor.  
Befindet sich der Kletterer bei einem Haken oder einem anderen Sicherungspunkt, so kann das Ausruhen im Seil (Haltenlassen durch den Sicherungspartner) eine Alternative sein. Dies belastet jedoch die Sicherungskette, Seil und Haken werden also nicht nur zur Sicherung, sondern auch zur Erleichterung des Kletterns verwendet. Eine solche Begehung wird nach den Vorgaben des Rotpunkt-Kletterns nicht anerkannt. Beim No-Hands-Rest hingegen nimmt der Kletterer keine Unterstützung durch die Sicherungskette in Anspruch, sodass den Rotpunkt-Kriterien entsprochen wird.

## Klettertechnische Möglichkeiten
Beispielsweise kann in Verschneidungen oder Kaminen durch richtig gewählte Tritte auf die Arme ganz verzichtet werden, indem man sich mit beiden Beinen an den gegenüberliegenden Wänden abspreizt oder mit dem Rücken anlehnt.
Auch an Ecken und selbst in Wänden ist es manchmal möglich, in abgehockter Position an geeigneten Griffen oder Wandstrukturen (z. B. Felshöhlungen, kleinen dachartigen Auskragungen oder kniebreiten Rissen) mit den Oberschenkeln oder den Knien so Halt zu finden, dass die Hände keinen Griff halten müssen. Zuweilen bietet sich ein Heelhook hinter einer vertikalen Kante an, um die Hände freizubekommen.